# 백악기 전기
| 기                           | 세       | 절             | 백만년전    |
| ---------------------------- | -------- | -------------- | ----------- |
| 고진기                       | 팔레오세 | 다니아절       | 이후        |
| 백악기                       | 후기     | 마스트리흐트절 | 66.0–70.6   |
| 백악기                       | 후기     | 샹파뉴절       | 70.6–83.5   |
| 백악기                       | 후기     | 산토눔절       | 83.5–85.8   |
| 백악기                       | 후기     | 코냐크절       | 85.8–89.3   |
| 백악기                       | 후기     | 투로니아절     | 89.3–93.5   |
| 백악기                       | 후기     | 세노마눔절     | 93.5–99.6   |
| 백악기                       | 전기     | 알바절         | 99.6–112.0  |
| 백악기                       | 전기     | 압트절         | 112.0–125.0 |
| 백악기                       | 전기     | 바렘절         | 125.0–130.0 |
| 백악기                       | 전기     | 오트리브절     | 130.0–136.4 |
| 백악기                       | 전기     | 발랑쟁절       | 136.4–140.2 |
| 백악기                       | 전기     | 베리아절       | 140.2–145.5 |
| 쥐라기                       | 후기     | 티톤절         | 이전        |
| 2013년 이후의 백악기의 구분. |          |                |             |

백악기 전기(145.5 – 99.6 Ma)는 중생대의 백악기를 둘(전기와 후기)로 나누었을 때 처음의 기간을 말한다. 초기 백악기라고도 한다.

## 기후
당시 지구의 해수면은 오늘날보다 300m 높아서 북아메리카, 남아메리카, 유럽, 아프리카, 아시아의 대륙이 현재 면적의 절반이 얕은 바다인 천해에 잠겨 있었다.
지구의 기온은 오늘날보다 5℃ 높아서 저위도의 육지의 온도는 37℃에 달했고, 바다의 온도는 43℃에 달했다.
중위도의 육지온도는 27℃에 달했고, 바다의 온도는 30℃에 달했다.
고위도의 육지 온도도 연평균 15℃가량이나 되었고, 바다의 온도도 20℃가량이나 되었다.
그리고 산소농도와 이산화탄소의 농도도 현재의 각각 150%와 10배 정도였다.
당시의 열대 기후는 북반구와 남반구의 위도 50도 부근까지 놓여있었고, 온대기후는 북반구와 남반구의 90도 부근까지 놓여있었다.

## 대륙
당시의 대륙은 대서양이 확장되고, 인도양이 확장되고, 태평양이 축소되었고, 북극과 남극이 중위도에서 고위도로 이동하고 호주가 서서히 분리되어갔다.
그리고 인도는 남위 50도 부근에서 서서히 북상하여서 넓은 대양이었던 테티스해를 점차 축소시키게 되었다.

## 동물
당시의 동물은 육식공룡, 초식공룡, 익룡, 어룡, 기타 거대 파충류 등이었으며 이들은 점차 백악기 후기에 쇠퇴가 시작되기 전까지 번성했다.

## 식물
당시의 식물은 겉씨식물이었는데, 당시 식생의 80%를 차지할 정도로 번성했었다. 그러나 백악기 후기 무렵부터는 속씨식물이 번성하게 되어서 겉씨식물은 백악기 초기 중에서도 서서히 입지가 좁아져 갔다. 오늘날까지 남아있는 겉씨식물은 당시의 5% 정도에 불과하다.

## 포유류의 자취
당시의 포유류는 공룡의 번성의 영향에 의해 중생대 초기부터 지속된 은둔생활을 지속해 나갔다.

## 같이 보기
- 기 (지질학)
- 백악기 후기